# Listă de comune din raionul Basarabeasca
Această listă conține comunele din raionul Basarabeasca, Republica Moldova, cu satele din componența lor. Celulele gri indică localitățile consemnate ca „sat (comună)” în Legea privind organizarea administrativ-teritorială a Republicii Moldova.
| Comuna  | Satul de reședință | Sate componente |
| ------- | ------------------ | --------------- |
| —       | —                  | Abaclia         |
| —       | —                  | Bașcalia        |
| —       | —                  | Carabetovca     |
| —       | —                  | Iordanovca      |
| Iserlia | Iserlia            | Bogdanovca      |
| Iserlia | Iserlia            | Carabiber       |
| Iserlia | Iserlia            | Iserlia         |
| Iserlia | Iserlia            | Ivanovca        |
| —       | —                  | Sadaclia        |